# Trichotosia integra
Trichotosia integra är en orkidéart som beskrevs av Henry Nicholas Ridley. Trichotosia integra ingår i släktet Trichotosia och familjen orkidéer.
Artens utbredningsområde är Sumatera. Inga underarter finns listade i Catalogue of Life.